# توریچلا (پولیا)
توریچلا (به ایتالیایی: Torricella) یک کومونه در ایتالیا است که در استان تارانتو واقع شده‌است. توریچلا ۲۶ کیلومتر مربع مساحت و ۴٬۲۰۷ نفر جمعیت دارد و ۳۲ متر بالاتر از سطح دریا واقع شده‌است.